# Copa Gran Premio de Honor Uruguayo
Die Copa Gran Premio de Honor Uruguayo, auch Copa Premio Honor Uruguayo war ein Fußball-Wettbewerb.
Der Pokal wurde zwischen den Nationalmannschaften Argentiniens und Uruguays ausgespielt. Zur Ermittlung des Siegers fand eine Partie zwischen den beiden Nationalmannschaften statt. Sofern diese Unentschieden endete, wurde eine zweite Begegnung angesetzt. Alle Partien wurden in Montevideo ausgetragen. Der Wettbewerb wurde erstmals 1911 veranstaltet. Insgesamt gab es bis 1924 13 Auflagen dieser Pokalausspielung. Achtmal gewann Uruguay, fünfmal sicherte sich Argentinien den Titel.

## Siegerliste
| Jahr | Sieger      |
| ---- | ----------- |
| 1911 | Uruguay     |
| 1912 | Uruguay     |
| 1913 | Uruguay     |
| 1914 | Uruguay     |
| 1915 | Argentinien |
| 1916 | Argentinien |
| 1917 | Argentinien |
| 1918 | Uruguay     |
| 1919 | Uruguay     |
| 1920 | Uruguay     |
| 1922 | Uruguay     |
| 1923 | Argentinien |
| 1924 | Argentinien |